# Victor Webster
Victor Howard Webster est un acteur canadien né le 7 février 1973 à Calgary dans la province d’Alberta (Canada).

## Biographie

### Enfance et formation
Son père John ("Jack") Webster est policier et sa mère Roswitha est coiffeuse. Il a été élu l’un des 50 célibataires les plus « convoités » par People Magazine en 2002[réf. nécessaire].
Victor est ceinture noire de Tae Kwon Do et il a obtenu un record pour avoir été invaincu en tant que Kickboxer amateur. Il aime et pratique aussi les courses de voitures.
Il a également travaillé dans des organismes de charité tels que The Special Olympics et The Ark Trust, associations concernant les enfants, les femmes battues et les droits des animaux.[réf. nécessaire]

### Carrière
À l’école, il fait du théâtre. 
Mais sa scolarité semble laborieuse. Il se tourne vers les arts martiaux et devient vite un champion dans plusieurs disciplines.
Les études finies, il monte sa propre entreprise : une entreprise d’import export[réf. nécessaire].
Il abandonne son entreprise et devient finalement mannequin. Il est rendu célèbre grâce à des marques comme Dolce & Gabbana, Coca-Cola, Secret, Scope, Vidal Sassoon et Levi Strauss & Co..
Il part s’installer à Los Angeles et tourne dans plusieurs feuilletons et films américains avant de revenir au Canada pour jouer dans la série Mutant X. Depuis l’arrêt de la série, il a tourné dans plusieurs films et obtient des rôles récurrents dans Charmed, Melrose Place : Nouvelle Génération et des petits rôles dans Les Experts, NCIS : Enquêtes spéciales…
En 2012, il est revenu sur le devant de la scène avec la série Continuum.

### Vie privée
Il a été en couple avec l'actrice Shantel VanSanten, rencontrée sur le tournage du téléfilm, Le parfum du grand amour (Love Blossom) en 2017,,. En février 2021,ils annoncent leurs fiançailles via Instagram. Pour le mariage, le couple a fait les choses en grand en organisant pas moins de trois cérémonies différentes. Le 9 août, ils organisent une cérémonie civile spontanée à Pasadena (Californie) le jour du mariage des grands-parents de Shantel pour leur rendre hommage. La deuxième cérémonie, s'est déroulée au mois d'octobre à Napa (Californie) un plus près de chez lui, puis la troisième à Luverne (Minnesota) dans la ville natale de Shantel. En janvier 2023, le couple se sépare. Victor Webster demande le divorce après moins de deux ans de mariage, Shantel invoquant des « différentes irréconciliables » comme raison de leur séparation et de leur divorce[réf. nécessaire].

## Filmographie

### Cinéma
- 2001 : Gangland 2010 : Les Barbares de l'Apocalypse : Joey
- 2002 : Wishmaster 4 : le Chasseur
- 2003 : Bronx à Bel Air : Glen
- 2005 : Dirty Love : Richard
- 2005 : Dois aimer les chiens : Eric
- 2006 : Life Happens : Chuck
- 2006 : Man vs Monday : Paul
- 2008 : Heart of a Dragon : Rick Hansen
- 2009 : Primal Scream : Jesse
- 2009 : Clones : Lopez
- 2010 : Coming & Going : un ouvrier
- 2010 : Burning Palms : Paulo Small
- 2010 : Pourquoi je me suis marié aussi ? (Why Did I Get Married Too ?) : Ray
- 2012 : Project: S.E.R.A. : Brian
- 2013 : Embrace of the Vampire : Professeur Brendan Cole / Stefan
- 2014 : Dernier Noël avant l'apocalypse (Christmas Icetastrophe) : Charlie Ratchet
- 2014 : A Good Man : Sasha
- 2016 : Dead Rising: Endgame : Chuck Greene
- 2019 : Wings Over Everest / Bing feng bao : Victor Hawk

### Télévision

#### Séries Télévisées
- 1998 - 1999 : Sunset Beach (Saison 1, Épisodes 498, 516 et 517) : Roger
- 1999 : The Lot : Victor Mansfield
- 1999 - 2000 : Des jours et des vies (Saison 1, Épisodes 8669, 8618, 8594 et 8548)
- 2001 : Alerte à Malibu (Saison 11, Épisode 16) : Lyle Garrett
- 2001 : Becker (Saison 3, Épisode 18) : Craig
- 2001 : V.I.P. (Saison 4, Épisode 6) : Dean McGee
- 2001 - 2004 : Mutant X : Brennan Mulwray
- 2003 : Sex and the City (Saison 6, Épisode 1) : Chip Kil-Kenney
- 2005 : Inconceivable (Saison 1, Épisode 2) : Sam Marrak
- 2005 : Las Vegas (Saison 2, Épisode 21) : Estefan
- 2005 : Noah's Arc (Saison 1, Épisode 7) : Brett
- 2005 - 2006 : Related (Saison 1, Épisodes 4, 11, 12 et 13) : Marco
- 2006 : Charmed (Saison 8, Épisodes 16 à 22) : Coop
- 2006 : Emily's Reasons Why Not (en) (Épisode 1) : Stan
- 2006 : Reba (Saison 6, Épisode 1) : Entraîneur Personnel
- 2007 : Les Experts : Miami (Saison 5, Épisode 13) : Roberto Chavez
- 2007 : NCIS : Enquêtes spéciales (Saison 4, Épisode 13) : Dane Hogan
- 2007 : Moonlight (Saison 1, Épisode 9) : Owen Haggans
- 2007 : Retour à Lincoln Heights (Saison 2, Épisodes 2 à 6 ; Saison 3, Épisode 5) : Dr. Chritian Mario
- 2008 : Dirt, épisode  And the Winner Is : Trey Paulson
- 2009 : Harper's Island (Saison 1, Épisodes 1 à 3) : Hunter Jennings
- 2009 : Melrose Place : Nouvelle Génération (Saison 1, Épisodes 2 à 6, 8 à 10) : Caleb Brewer
- 2009 : Esprits criminels (Saison 5, Épisode 14) : William Hodges
- 2010 : Bones (Saison 5, Épisode 17) : Brad Benson
- 2010 - 2011 : Castle (Saison 3, Épisodes 4, 16 et 17 ; saison 4, épisode 1) : Josh Davidson
- 2011 : NCIS : Los Angeles (Saison 2, Épisode 20) : Stanley King
- 2011 : Drop Dead Diva (Saison 3, Épisode 2) : Gary Rice, comptable et petit-ami de Teri
- 2011 : Single Ladies : (Saison 1, Épisode 6) : Amadeo Galileo
- 2011 : La Diva du divan (Necessary Roughness) : (Saison 1, Épisode 4) : Ted Cannivale
- 2011 : Les Experts : (Saison 12, Épisode 7) : Bill Pernin
- 2011 : The Exes : (Saison 1, Épisode 4) : Bob
- 2012 : FBI : Duo très spécial, épisode Opération coup de poing : Eric Dunham
- 2012 - 2015 : Continuum : Carlos Fonnegra
- 2013 : Cracked : (Saison 1, Épisode 13) : Elliott Belk
- 2015 : Mom (Saison 2, Épisode 18) : Dr. Harris
- 2015 - 2016 : Girlfriends' Guide to Divorce (Saison 1, Épisode 6 ; saison 2, épisode 9) : Carl
- 2017 : Younger (Saison 4, Épisode 4) : Diego
- 2017 - 2018 : Chesapeake Shores (Saison 2, Épisodes 5, 9 et 10 ; saison 3, épisode 1) : Douglas Peterson
- 2019 - 2020 : Workin' Moms (Saisons 3 et 4 - 11 épisodes) : Mike Bolinski
- 2020 - 2022 : Motherland: Fort Salem (Saison 2 et 3) : Blanton Silver

#### Téléfilms
- 2007 : La Malédiction des sables : Mark Tevis
- 2009 : Mort en beauté : Vic Donovan
- 2009 : Un crime à la mode : Vic Donovan
- 2012 : Un amour de chien : Ben Fallon
- 2012 : Le Roi Scorpion 3 : L'Œil des dieux : Maythaus
- 2013 : Les dents du bayou (Ragin Cajun Redneck Gators) : Tristan
- 2014 : Dernier Noël avant l'Apocalypse (en) : Charlie Ratchet
- 2015 : Le Roi Scorpion 4 : La Quête du pouvoir : Mathayus
- 2015 : Un Noël magique : Scott Terrell
- 2016 : French Romance : Matthew Everston
- 2017 : Le parfum du grand amour (Love Blossoms) : Declan Granger
- 2017 : Un Noël émouvant (Home for Christmas) : Jackson Hart
- 2017 : Mariage chez mon ex (A Harvest Wedding) : David Nichols
- 2018 : Mon amoureux de Noël (Homegrown Christmas) : Carter Allen
- 2019 - présent : Enquêtes d'amour (The Matchmaker Mysteries) : Kyle Cooper (série de téléfilms)
- 2020 : Romance d'hiver (Hearts of Winter) : Grant Oliver
- 2020 : Une famille cinq étoiles pour Noël (en) de Christie Will Wolf (en) : Jake Finlay